# 城大動物醫療中心
城大動物醫療中心（英語：CityU Veterinary Medical Centre）位於深水埗茘枝角道339號，是一所亞洲最具規模的動物醫學教學醫院、公共衞生及醫療機構。該中心擁有國際貓科動物醫學協會的金牌認證。

## 歷史
中心前身為1984年成立的「太平道寵物診所」（英語：Peace Avenue Veterinary Clinic），原名麥子健寵物診所，是香港首間由本地獸醫開設的獸醫診所，被香港傳媒譽為「寵物界養和」。
2001年起獸醫診所被香港獸醫管理局指定為獸醫培訓中心，為畢業後回港執業但未附合資格的獸醫提供實習訓練。
2004年磁力共振中心正式啟用，並成為第一所專為寵物提供磁力共振服務的獸醫醫療中心；同時提供24小時專科急症門診、手術，住院及深切治療服務。
2008年7月位於九龍何文田區自由道的18,000平方呎獸醫醫療中心開幕。
2016年9月1日，中心由香港城市大學全權擁有以配合教研發展，並更名為「城大太平道動物診所」。
2019年遷往深水埗現址並改名為「城大動物醫療中心」。

## 設施
中心佔地三層，面積達3.3萬平方呎，設有全港首個動物深切治療部、心臟專科中心、22間診症室、9間手術室，及由註冊急症科專科獸醫管理、提供全年無休的24小時急症服務和專業的全科獸醫診治。

## 專科
中專科獸醫團隊涵蓋八大專科-急症、外科、麻醉科、神經內科、皮膚科、心臟科、眼科、內科，深切治療科及腫瘤專科，另外更提供針灸治療。

## 動物醫學教研
中心為香港城市大學「賽馬會動物醫學及生命科學院」提供案例及相關公共衛生研究，亦為各地獸醫學生提供實習機會。

## 爭議
城大動物醫療中心的地址與有關地契規定出現爭議，業主斥違售樓宣傳。為進一步加強與業主和住戶的溝通，城大分別於2016年11月21日和2017年1月14日致函他們，回應相關查詢。

## 外部連結
- 官方網站 （页面存档备份，存于）